# 考爾及孔祥超案
考爾及孔祥超案是歐洲各共同體法院於2001年裁決的兩宗案件，裁決確立了英國於1982年12月31日作出的《大不列顛及北愛爾蘭聯合王國政府就「國民」一詞定義之聲明》是有效及不可挑戰的。

## 考爾案

### 身份背景
- 1949年12月11日，曼吉特·考爾（Manjit Kaur）出生於肯尼亞殖民地及保護國，是為「聯合王國及殖民地公民」。
- 1973年1月1日起，依《1971年移民法令》，考爾沒有英國本土居留權。
- 1983年1月1日起，依《1981年英國國籍法令》，考爾是為「英國海外公民」。[1]

### 與英國交涉
- 1987年，考爾申請英國「定居許可」及「訪問許可」相繼被拒。
- 1988年11月14日，考爾向英國「仲裁員」上訴失敗。
- 1989年4月26日，考爾向英國「移民審裁處」上訴被駁回。
- 1990年5月26日，考爾進入英國。
- 1992年6月12日，考爾申請「永久居留許可」。
- 1992年12月7日，考爾申請「許可」被拒，並被指稱為非法入境者。
- 1993年5月19日，考爾因在英國居留的母親病重，獲批「特殊居留許可」准予逗留至1994年5月11日。
- 1994年5月3日，考爾申請「許可」續期。
- 1994年10月12日，考爾獲批「許可」准予逗留至1995年5月11日。
- 1994年12月23日，考爾獲批印度多次入境簽證，效期6個月。
- 1995年1月7日，考爾前赴印度。
- 1995年3月31日，考爾返抵英國。
- 1995年5月3日，考爾申請「永久居留許可」或「特殊居留許可」續期。
- 1995年5月3日，英國內政大臣拒絕考爾兩項「許可」申請。
- 1995年8月15日，考爾上訴。
- 1996年6月14日，考爾暫緩上訴，並向英國交涉，提議給予居留許可。
- 1996年8月5日，「仲裁員」駁回上訴，並拒絕考爾的提議。隨後考爾向內政大臣交涉，聲稱自己為「歐洲聯盟公民」。
- 1996年10月16日、1997年1月9日及1997年1月22日，內政大臣覆函否定考爾是「歐洲聯盟公民」，並指考爾既不是無國籍，亦沒有逗留英國的理由，應即刻離開英國。
- 1997年6月19日，英國英格蘭及威爾斯高等法院皇座法庭准予司法覆核，是為CO/985/97「女王代曼吉特·考爾訴內政大臣案」。

## 孔祥超案
同時，英國海外國民孔祥超（Cheung Chiu HUNG；音譯）亦聲稱自己為「歐洲聯盟公民」，向皇座法庭申請司法覆核，是為「女王代孔祥超訴內政大臣案」。

## 裁決過程
- 1998年12月11日，法庭審理「考爾案」時，決定尋求歐洲各共同體法院解釋歐洲各共同體法律。[1]其後「孔祥超案」亦尋求歐洲各共同體法院解釋。
- 1999年4月14日，英格蘭及威爾斯高等法院照會歐洲各共同體法院，是為C-192/99「考爾案」[3]及 C-256/99「孔祥超案」。[4]「考爾案」率先聆訊。
- 「考爾案」聆訊期間，英國、法國、丹麥、德國及意大利，歐洲各共同體委員會均有書面或口頭陳詞。
- 2001年2月20日，歐洲各共同體法院就「考爾案」裁定：須以《大不列顛及北愛爾蘭聯合王國政府就「國民」一詞定義之新聲明》判別某人是否歐洲各共同體法律適用之大不列顛及北愛爾蘭聯合王國「國民」。[5]
- 2001年7月12日，歐洲各共同體法院就「孔祥超案」簽發命令[6]，「考爾案」之判決亦適用於「孔祥超案」。[7]

## 事件影響
- 1999年3月4日，香港特別行政區立法會保安事務委員會決定將「考爾案」紀錄在案，留待日後討論。[8]
- 2006年12月21日，歐洲聯盟理事會宣告修訂第539/2001號規例 (Regulation (EC) No 539/2001)，列明英國國民（海外）為「非歐洲各共同體法律適用之大不列顛及北愛爾蘭聯合王國國民的英國公民」(British citizens who are not nationals of the United Kingdom of Great Britain and Northern Ireland for the purposes of Community law) 並可免簽進入歐洲聯盟成員國。[9]
- 2009年6月26日，歐洲聯盟委員會回應歐洲議會議員質詢，說明根據「考爾案」裁決，只有3類英國國民是歐洲聯盟公民，其中不包括英國國民（海外）。委員會解釋，英國的《1982年聲明》確立只有該3類英國國民是歐洲聯盟公民。[10]
- 2009年12月6日，歐洲聯盟駐香港澳門代表處和英國駐香港總領事館說明英國國民（海外）並非歐洲聯盟公民。歐洲聯盟代表處解釋，依《里斯本條約》只有英國公民、受惠於1981年英國國籍法令第4部份的人士、直布羅陀之英國海外領土公民，才是歐洲聯盟公民。英國總領事館解釋，英國國民（海外）的法定地位，並無因為《里斯本條約》而改變。[11]
- 2012年，《Free Movement of Persons in the Enlarged European Union》一書之第二版出版。英國大律師 Nicola Rogers[12]與英國艾塞克斯大學法學教授 Steve Peers[13]在書中認為，歐洲各共同體法院透過「考爾案」之判決明確表示英國的《1982年聲明》是有效及不可挑戰的。[14]
- 2012年10月26日，英國透過附加於通過里斯本條約的跨政府會議的最後法令的《第63號聲明》(Declaration No. 63 annexed to the final act of the intergovernmental conference which adopted the Treaty of Lisbon)，重申《1982年聲明》仍然有效。[15]
- 2014年5月15日，歐洲聯盟理事會宣告再次修訂第539/2001號規例，列明英國國民（海外）、英國海外領土公民、英國海外公民、受英國保護人士及英籍人士為「非歐洲聯盟法律適用之大不列顛及北愛爾蘭聯合王國國民的英國公民」(British citizens who are not nationals ... for the purposes of Union law) 並可免簽進入歐洲聯盟成員國。[16]
- 2020年1月24日，英國和歐洲聯盟簽訂《脫歐協議》，協議第2(a)(d)條說明「聯合王國國民」的定義與英國的1982年《聲明》和《第63號聲明》一致。[17]